# Neoperla catharae
Neoperla catharae és una espècie d'insecte plecòpter pertanyent a la família dels pèrlids.

## Hàbitat
En el seu estadi immadur és aquàtic i viu a l'aigua dolça, mentre que com a adult és terrestre i volador.

## Distribució geogràfica
Es troba als Estats Units: Alabama, Texas, Arkansas, Illinois, Indiana, Kentucky, Missouri, Carolina del Nord, Ohio, Maryland, Oklahoma, Pennsilvània, Tennessee i Virgínia.

## Costums
Emergeix de l'aigua per a fer una vida adulta terrestre més tard que d'altres espècies del mateix gènere i, com a conseqüència, és possible de trobar-ne fins a principis de l'octubre.